# Naobranchia spinosa
Naobranchia spinosa is een eenoogkreeftjessoort uit de familie van de Lernaeopodidae. De wetenschappelijke naam van de soort is voor het eerst geldig gepubliceerd in 1952 door Pearse.